# 蓝田街道 (漳州市)
蓝田街道，原为蓝田镇，是中华人民共和国福建省漳州市龙文区下辖的一个乡镇级行政单位。2018年撤镇设街道。区划代码改为350603004。

## 行政区划
蓝田街道下辖以下地区：
鹤鸣社区、景山社区、毅阳社区、小港村、湘桥村、兰田村、东屿村、圳头村和蔡坂村。

## 人物
- 黄稷堂：当代书画名家。

## 教育
- 龙文区蓝田中心小学